# I Left My Heart in San Francisco
«I Left My Heart in San Francisco» («Я оставил своё сердце в Сан-Франциско») — песня, наиболее известная в исполнении американского певца Тони Беннетта, его визитная карточка.
Тони Беннетт впервые исполнил её в 1962 году на выступлении в «Венецианской комнате» сан-францисского отеля «Фэрмонт» в 1962 году.  В 1969 году песня стала одной из двух официальных песен города Сан-Франциско (другая — песня под названием «Сан-Франциско» из одноимённого фильма 1938 года).

## История
Авторы песни — Джордж Кори (музыка) и Дуглас Кросс (слова). Дуглас Кросс был пианистом и зарабатывал на жизнь игрой в барах. Дуглас Кросс работал на радио. Они вместе писали песни, а также были любовниками. Песню эту они написали в Нью-Йорке на Бруклинских высотах осенью 1953 года. Сначала она называлась «When I Return to San Francisco» («Когда я вернусь в Сан-Франциско»), а потом слова переделали. Кори однажды сказал в интервью, что песня была написана ими из ностальгии. «Мы скучали по теплоте и открытости людей и по красоте. Нью-Йорк нам так и не понравился». Кросс также добавил: «Нью-Йорк жестокий, безжалостный город. Он живёт на краю ужаса и катастрофы. Нью-Йорк усталый. У Сан-Франциско есть новизна и живость».
Первым исполнителем песни была оперная певица Кларамей Тёрнер. Но она так никогда и не записала её в студии. Певица вспоминает: «Она попала в руки моего друга Тони Беннетта и теперь стала больше его песней, чем моей. До него я пела её по всем Соединённым Штатам на моих концертах, и она была очень хорошо известна благодаря моим исполнениям».
До Тони Беннетта песня добралась, когда в Нью-Йорке её авторы Кори и Кросс встретились с музыкальным директором Беннетта Ральфом Шероном, чтобы предложить ему свои песни. Как вспоминает Шерон, он старался вести себя с ними вежливо и объяснял им, что их песни не особенно хороши. Потом однажды они пересеклись на улице и те дали ему эту песню. Шерон сказал, что посмотрит, когда у него будет время. Он просто положил её в ящик, а потом однажды, ища рубашку, случайно наткнулся и увидел название: «I Left My Heart in San Francisco». «Я подумал: „Интересно, у нас там запланировано выступление“. Я даже не посмотрел на неё, а просто положил в сумку [прим. перев.: или портфель, или чемодан] и поехал в турне. Я посмотрел на ноты только в Палм-Спрингс, в штате Арканзас. Я позвал Тони, который был в своей комнате, и он сказал: „Звучит совсем даже неплохо. Почему бы тебе не написать оркестровку? В Сан-Франциско оркестр её сыграет, а мы исполним“. Так мы и сделали в отеле „Фэрмонт“. Получилось так, что на выступлении присутствовал человек с Columbia Records, и он сказал: „Когда вы, ребята, вернётесь в Нью-Йорк, вы должны эту песню записать. Уж в Сан-Франциско-то вы несколько пластинок с ней продадите“. Мы вернулись, записали песню несмотря на серьёзное противодействие, и она сработала».
Беннетт записал её в студии CBS 23 января 1962 года. Песня была издана на сингле как оборотная сторона к песне «Unce Upon a Time», но на радио диджеям «I Left My Heart in San Francisco» понравилась больше. Песня стала большим хитом.

## Награды и признание
В 1994 году оригинальный сингл Тони Беннетта «I Left My Heart in San Francisco» (вышедший в 1962 году на лейбле Columbia Records) был принят в Зал славы премии «Грэмми».